# Gulmjöl
Gulmjöl (Chrysothrix candelaris) är en lavart som först beskrevs av L., och fick sitt nu gällande namn av J. R. Laundon. Gulmjöl ingår i släktet Chrysothrix och familjen Chrysothricaceae.  Arten är reproducerande i Sverige. Inga underarter finns listade i Catalogue of Life.

## Källor

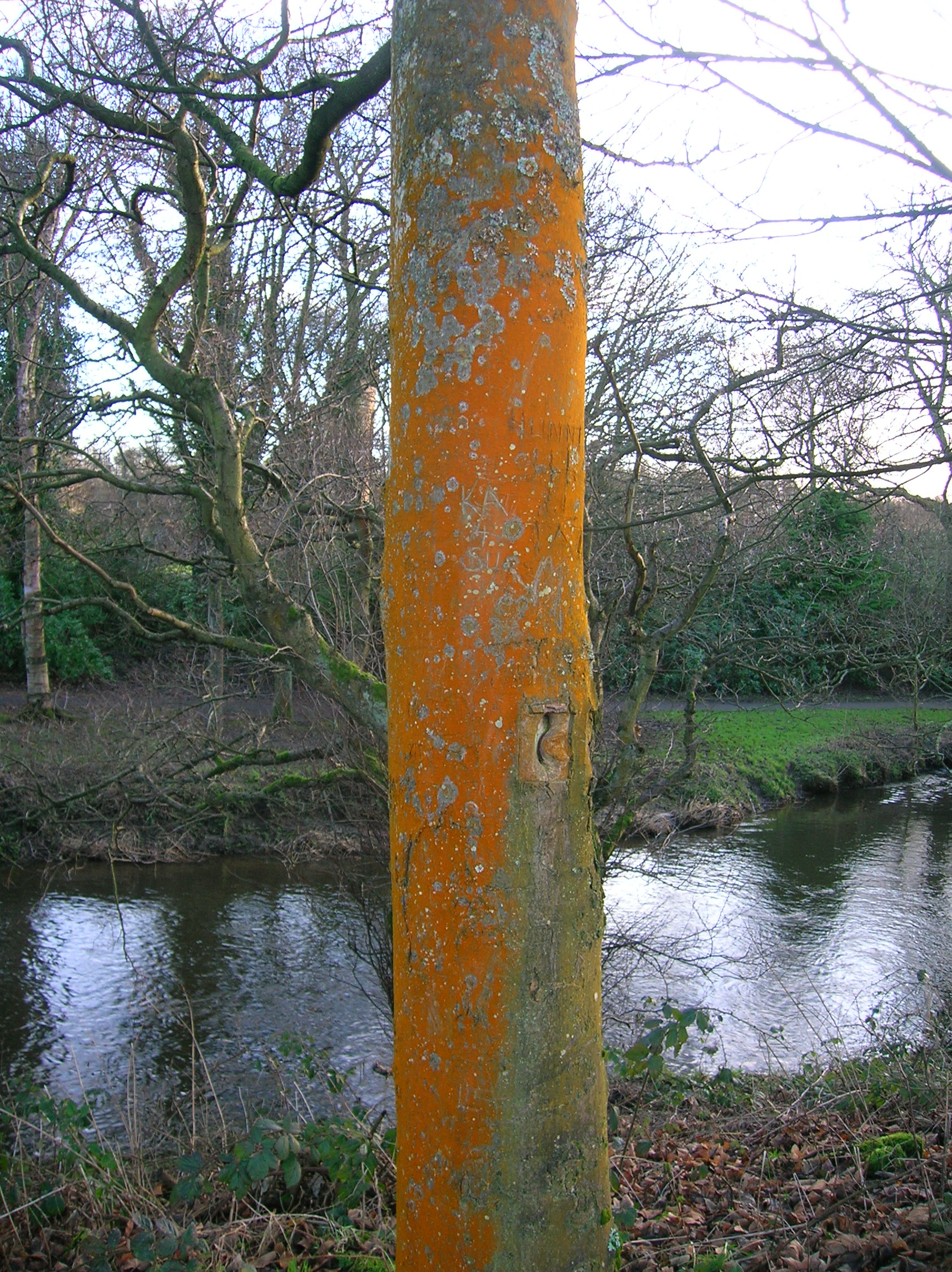
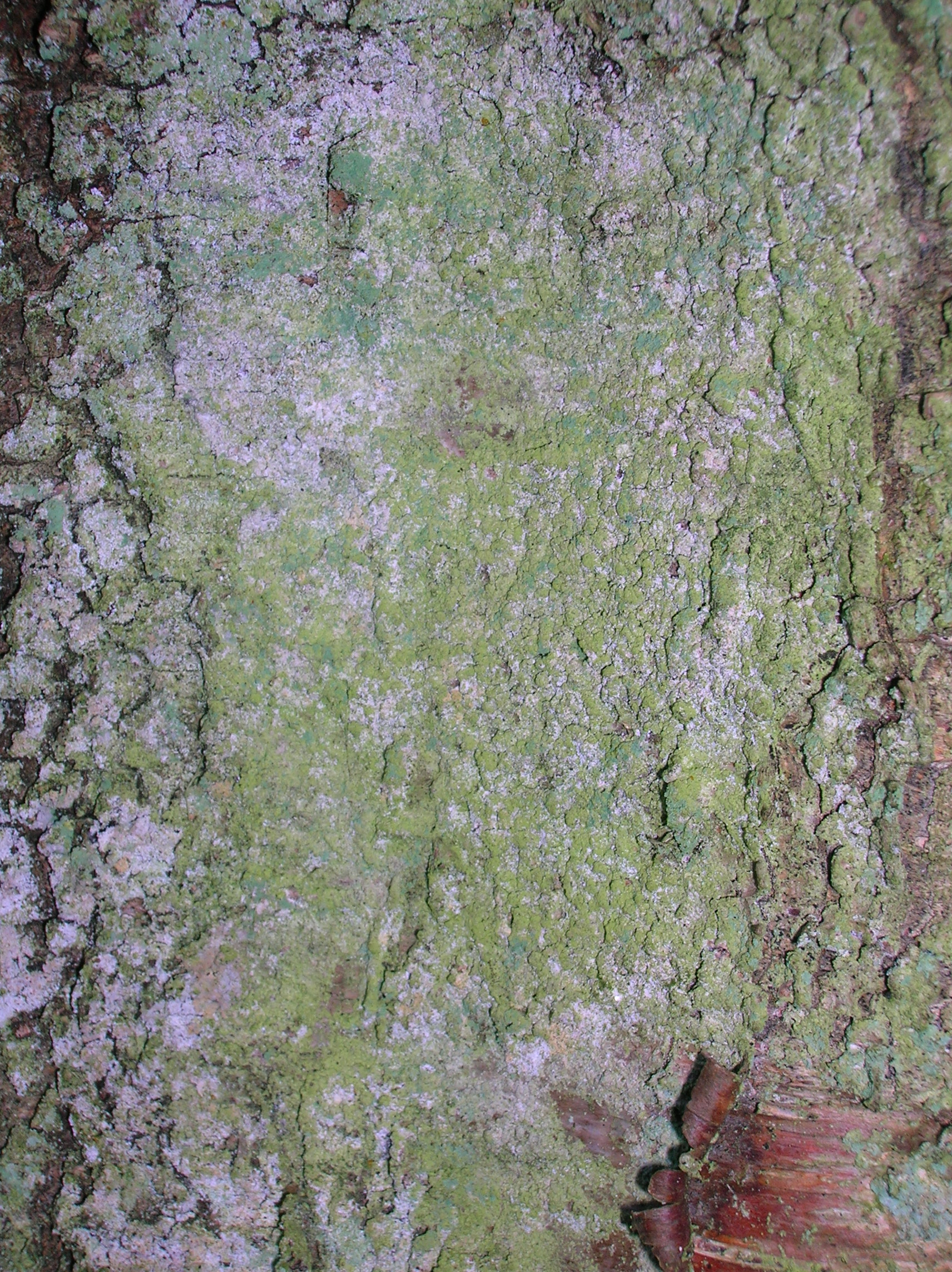